# Thodure
Thodure és un municipi francès situat al departament de la Isèra i a la regió d'Alvèrnia-Roine-Alps. L'any 2007 tenia 659 habitants.

## Demografia

### Població
El 2007 la població de fet de Thodure era de 659 persones. Hi havia 248 famílies de les quals 51 eren unipersonals (17 homes vivint sols i 34 dones vivint soles), 88 parelles sense fills, 101 parelles amb fills i 8 famílies monoparentals amb fills.
La població ha evolucionat segons el següent gràfic:
Habitants censats

### Habitatges
El 2007 hi havia 305 habitatges, 250 eren l'habitatge principal de la família, 47 eren segones residències i 8 estaven desocupats. 295 eren cases i 8 eren apartaments. Dels 250 habitatges principals, 218 estaven ocupats pels seus propietaris, 23 estaven llogats i ocupats pels llogaters i 8 estaven cedits a títol gratuït; 5 tenien dues cambres, 19 en tenien tres, 52 en tenien quatre i 173 en tenien cinc o més. 195 habitatges disposaven pel capbaix d'una plaça de pàrquing. A 94 habitatges hi havia un automòbil i a 140 n'hi havia dos o més.

### Piràmide de població
La piràmide de població per edats i sexe el 2009 era:
| Homes | Edats   | Dones |
| ----- | ------- | ----- |
| 0     | 95 o +  | 0     |
| 8     | 90 a 94 | 4     |
| 0     | 85 a 89 | 16    |
| 0     | 80 a 84 | 4     |
| 12    | 75 a 79 | 0     |
| 12    | 70 a 74 | 16    |
| 12    | 65 a 69 | 12    |
| 20    | 60 a 64 | 16    |
| 20    | 55 a 59 | 28    |
| 20    | 50 a 54 | 16    |
| 8     | 45 a 49 | 16    |
| 28    | 40 a 44 | 28    |
| 24    | 35 a 39 | 20    |
| 20    | 30 a 34 | 20    |
| 16    | 25 a 29 | 8     |
| 16    | 20 a 24 | 4     |
| 36    | 15 a 19 | 40    |
| 24    | 10 a 14 | 8     |
| 28    | 5 a 9   | 0     |
| 8     | 0 a 4   | 12    |

## Economia
El 2007 la població en edat de treballar era de 424 persones, 312 eren actives i 112 eren inactives. De les 312 persones actives 294 estaven ocupades (171 homes i 123 dones) i 19 estaven aturades (7 homes i 12 dones). De les 112 persones inactives 34 estaven jubilades, 35 estaven estudiant i 43 estaven classificades com a «altres inactius».

### Ingressos
El 2009 a Thodure hi havia 272 unitats fiscals que integraven 719,5 persones, la mediana anual d'ingressos fiscals per persona era de 16.402 €.

### Activitats econòmiques
Dels 27 establiments que hi havia el 2007, 1 era d'una empresa alimentària, 13 d'empreses de construcció, 3 d'empreses de comerç i reparació d'automòbils, 1 d'una empresa de transport, 1 d'una empresa d'hostatgeria i restauració, 3 d'empreses immobiliàries, 3 d'empreses de serveis, 1 d'una entitat de l'administració pública i 1 d'una empresa classificada com a «altres activitats de serveis».
Dels 10 establiments de servei als particulars que hi havia el 2009, 1 era un taller de reparació d'automòbils i de material agrícola, 3 paletes, 2 guixaires pintors, 1 fusteria, 1 lampisteria, 1 empresa de construcció i 1 perruqueria.
L'únic establiment comercial que hi havia el 2009 era una fleca.
L'any 2000 a Thodure hi havia 25 explotacions agrícoles que ocupaven un total de 930 hectàrees.

## Equipaments sanitaris i escolars
El 2009 hi havia una escola elemental integrada dins d'un grup escolar amb les comunes properes formant una escola dispersa.

## Poblacions més properes
El següent diagrama mostra les poblacions més properes.